# Peugeot Sport
Peugeot Sport est le département compétition du constructeur automobile français Peugeot. Son siège social se situe comme Citroën Racing et DS Performance à Satory (Versailles), dans le pôle de compétitivité de Paris-Saclay. Le département Peugeot Sport s'occupe également des modèles sportifs de série sous la lignée Peugeot Sport Engineered.

## Présentation
Il fut fondé en octobre 1981 sous le nom de Peugeot Talbot Sport, à la suite de la fusion des activités commerciales des marques Peugeot et Talbot du groupe PSA. Son premier directeur fut Jean Todt, qui le resta jusqu'au 30 juin 1993. Cette équipe a été présente dans les disciplines de rallyes (Championnat du monde des rallyes, Championnat de France des rallyes, etc.), de rallye-raid (Rallye Dakar, etc.) et de circuit (Championnat du monde des voitures de sport, 24 Heures du Mans, Championnat du monde de Formule 1, Championnat de France de Supertourisme, etc.). Elle dispose aussi d'un département client, proposant des pièces destinées à la compétition, voire des modèles complets, notamment en rallye. Le siège de Peugeot Sport déménage en 2015 à Satory pour former l'entité PSA Motorsport.

## Histoire
En 1981, Jean Todt se retire de la compétition en tant que copilote et se voit confier la direction sportive de Peugeot par le PDG Jean Boillot alors que l’entreprise PSA Peugeot Citroën connaît d'importantes difficultés d'image et de finances. Il met ses talents d'organisateur rigoureux et de stratège au service de la création de Peugeot Talbot Sport, entité créée pour permettre le retour à la compétition de la firme française et devient maître d’œuvre des Peugeot 205 Turbo 16, Peugeot 405 Turbo 16 et Peugeot 905.

### 1984–1986: les premiers titres en rallye

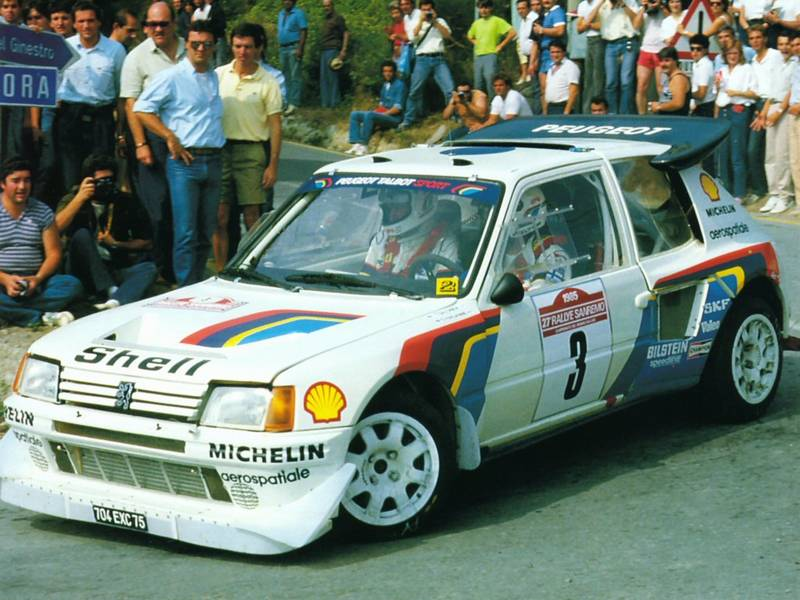
Timo Salonen champion du monde 1985.

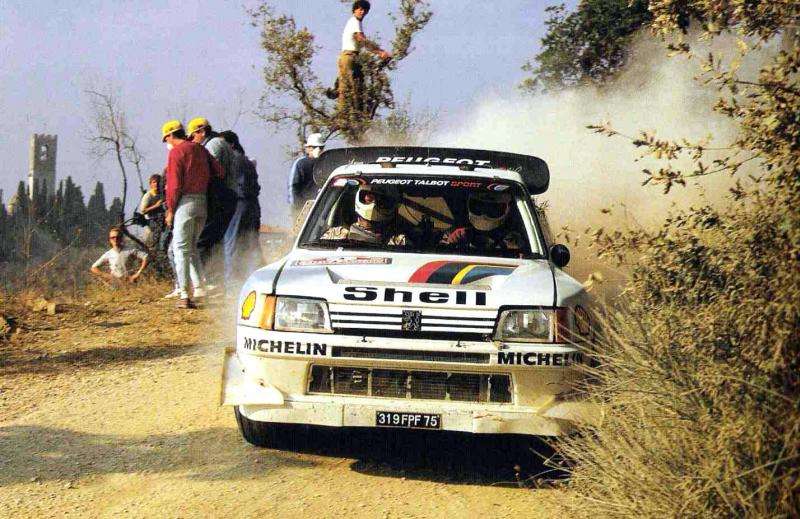
Juha Kankkunen champion du monde 1986.

L'aventure commence en 1984, quand la Peugeot 205 Turbo 16 participe à 5 courses d'apprentissage au Championnat du monde des rallyes. Apprentissage qui se termine par 3 victoires pour le pilote Ari Vatanen et son copilote Terry Harryman. L'année 1985 est la confirmation du potentiel de la voiture. Lors de sa première saison complète, elle parvient à remporter le championnat du monde constructeurs avec Timo Salonen, qui remporte de son côté le titre pilotes. Le championnat de l'année 1986 est encore placé sous la domination des 205 : avec Juha Kankkunen qui gagne le titre pilotes, et Peugeot le titre constructeurs pour la deuxième année consécutive. Mais c'est la dernière année pour les machines du Groupe B : la FISA (Fédération Internationale du Sport Automobile) décide de supprimer cette catégorie pour 1987, à cause des accidents tragiques et fréquents, causés par des voitures aux performances déraisonnables.

### 1987–1990: l'aventure rallye-raid

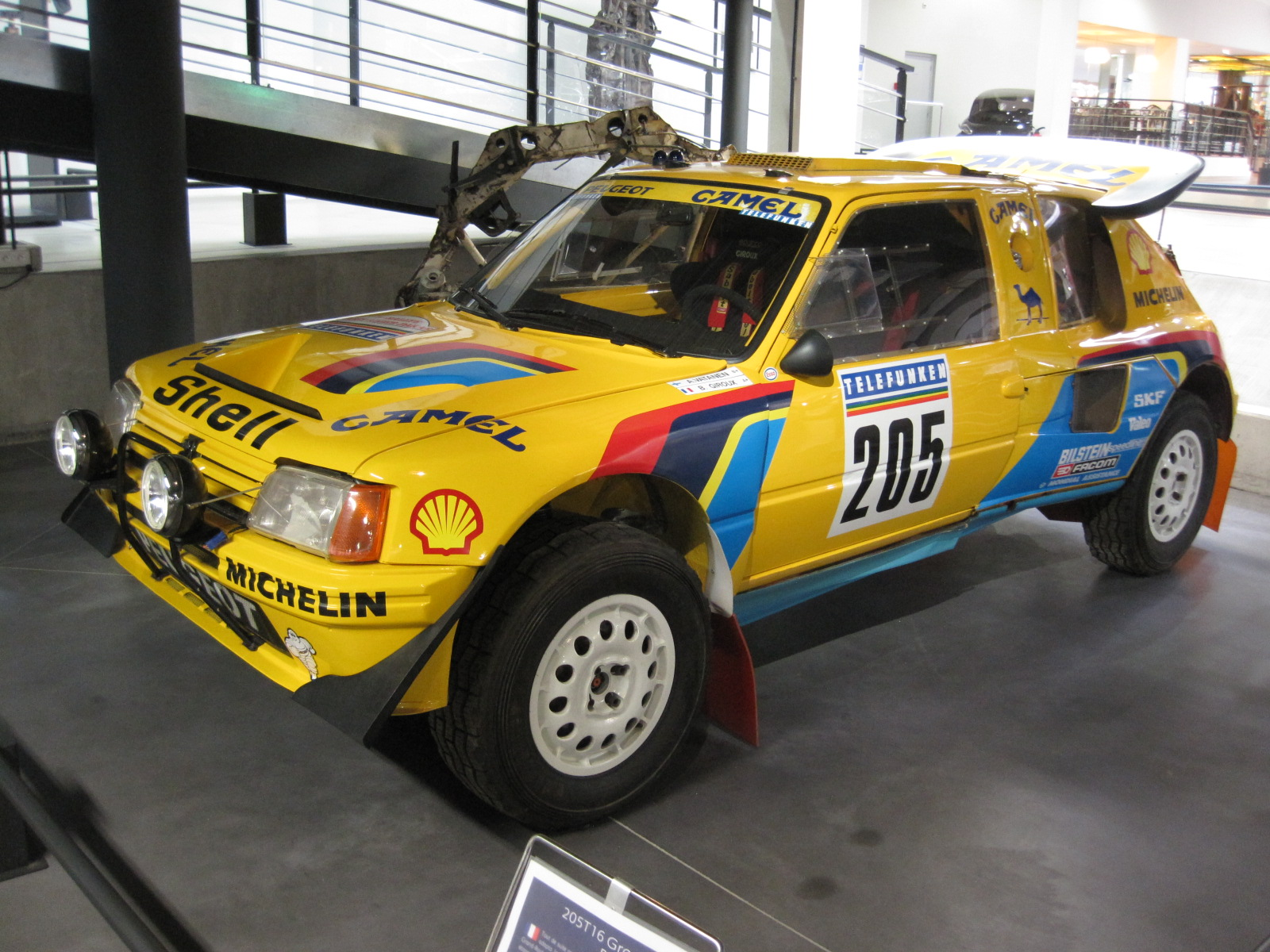
Peugeot 205 Turbo 16 raid, vainqueur du Paris-Dakar en 1987 avec Ari Vatanen

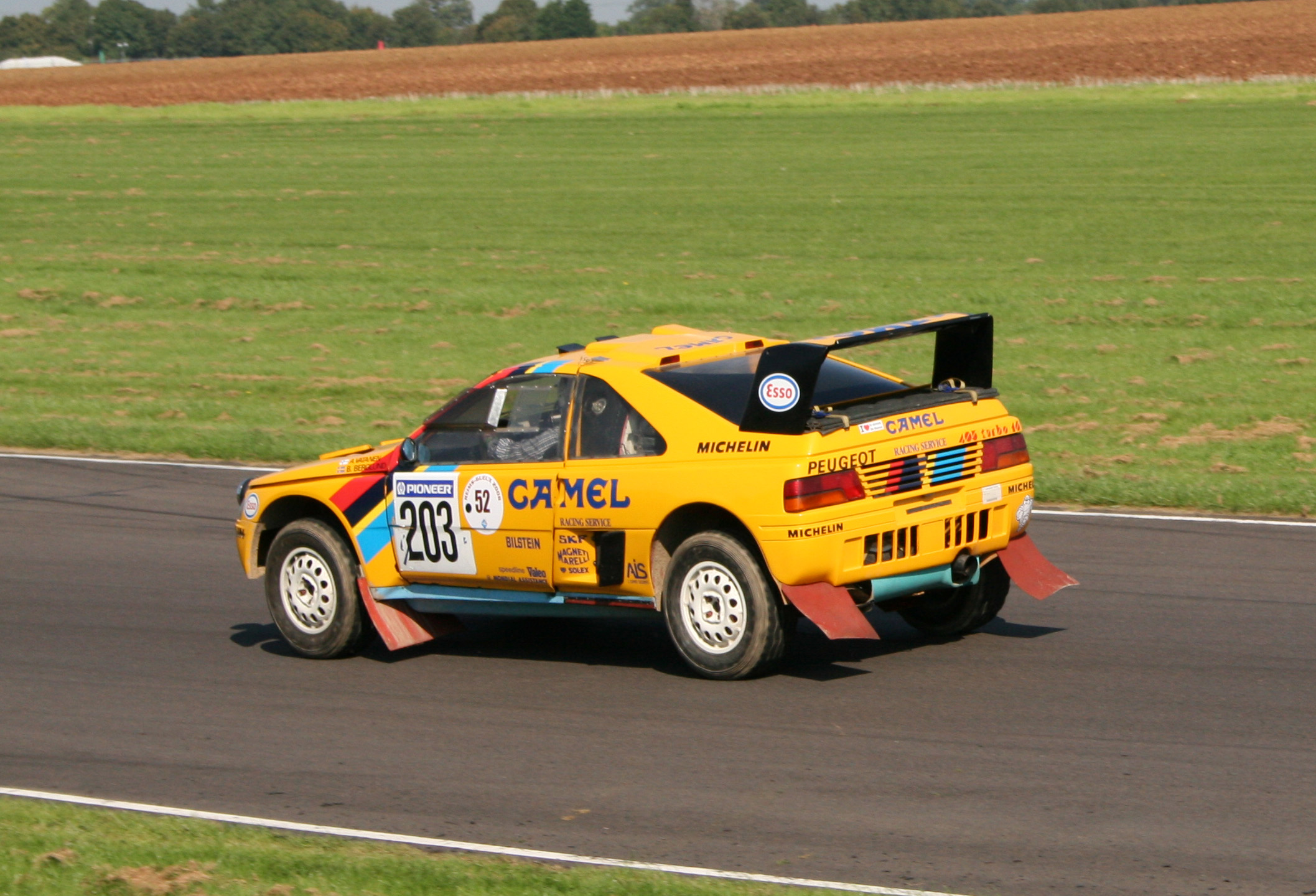
La Peugeot 405 Turbo 16.

Privé de rallyes, Peugeot décide de s'orienter vers le rallye-raid, et principalement le Paris Dakar.
En 1987, la 205 T16 « Grand Raid » adaptée aux conditions difficiles des raids gagne, aux mains de Ari Vatanen, le Paris-Dakar et le rallye des Pharaons en Égypte. En 1988, la 205 est remplacée par la Peugeot 405 Turbo 16, mais l'édition du Dakar est remportée par la 205 pilotée par Juha Kankkunen. La 405 Turbo 16 rallye-raid est un coupé dérivé de la berline 405, basée sur la mécanique de la 205 Turbo 16 et conçu en 1988 pour les rallyes-raids africains. La 405 Turbo 16, pilotée par le Finlandais Ari Vatanen, remporte le Rallye Paris-Dakar en 1989 et 1990. Mais, après avoir gagné les principaux rallyes-raid, Peugeot Sport passe le relais à Citroën Sport et sa Citroën ZX Rallye-raid et se tourne vers les courses d'endurance sur circuits.

### 1990–1993: le sport-prototype et le projet 905

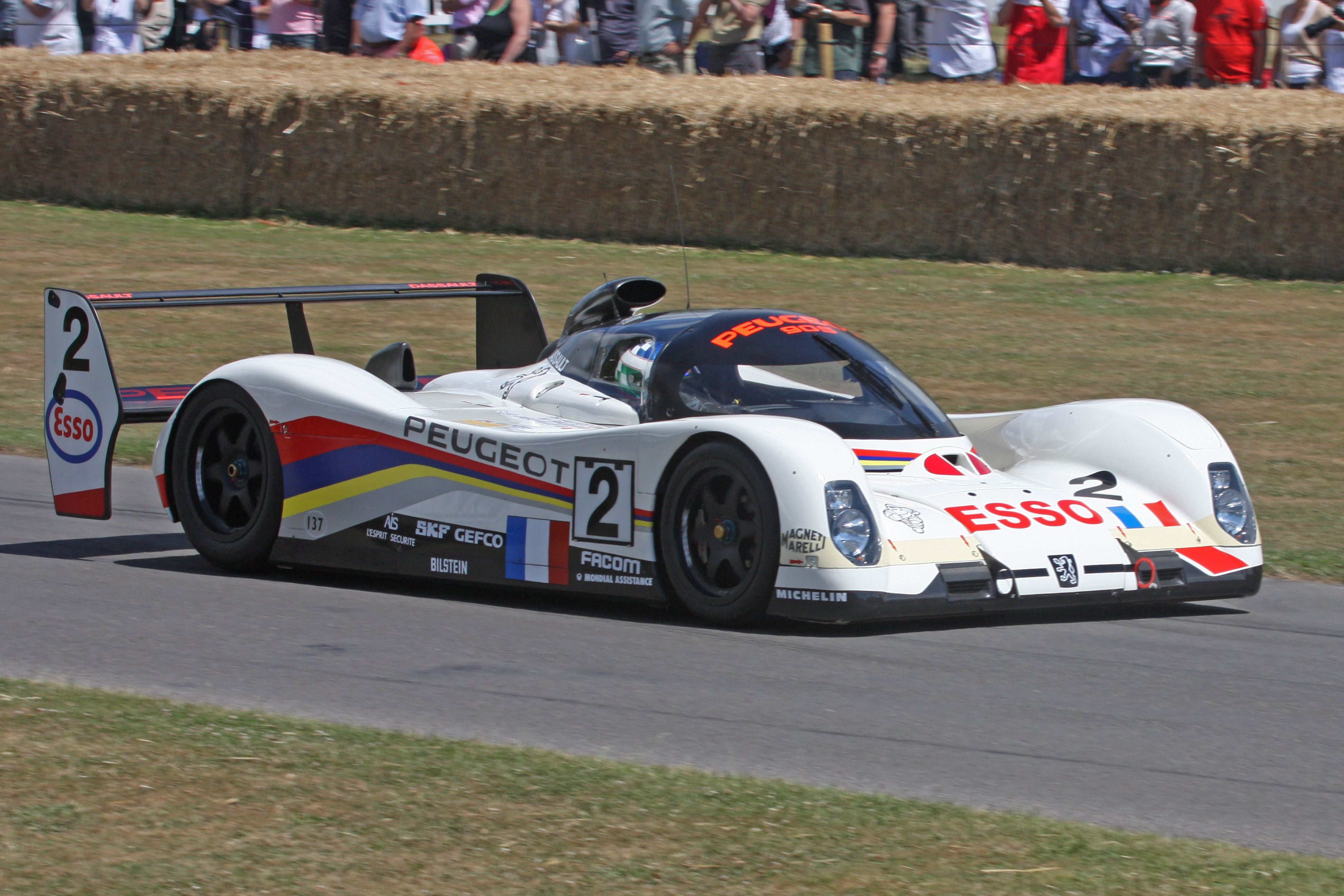
La Peugeot 905 de 1992.

En 1988, Peugeot lance le projet 905 destiné à participer au Championnat du monde des Voitures de Sport, dont l'épreuve phare est les 24 Heures du Mans. La voiture fait ses débuts en compétition en octobre 1990 à Montréal au Canada, et après quelques problèmes de jeunesse corrigés, elle termine deuxième du championnat 1991, avec les équipages Yannick Dalmas, Keke Rosberg et Philippe Alliot, Mauro Baldi (trois victoires : Suzuka, Magny-Cours et Mexico). En 1992, la 905 remporte le championnat du monde, avec Yannick Dalmas et Derek Warwick, et Le Mans, associé à l'Anglais Mark Blundell, et en 1993, Peugeot triomphe avec un triplé au Mans avec l'équipage « junior team » composé de Christophe Bouchut, Eric Hélary et Geoff Brabham devant les "anciens", Thierry Boutsen, Teo Fabi et Yannick Dalmas.
Juste après cette victoire. Jean Todt et Peugeot quittent la discipline pour tenter l'aventure Formule 1, chacun de leur côté, Todt rejoignant la Scuderia Ferrari, et Peugeot devenant motoriste de l'écurie McLaren Racing. Jean Todt est remplacé par Michel Schreiber, directeur des activités sportives de PSA, et Jean-Pierre Jabouille, directeur de PTS.

### 1994–2000: passage en Formule 1

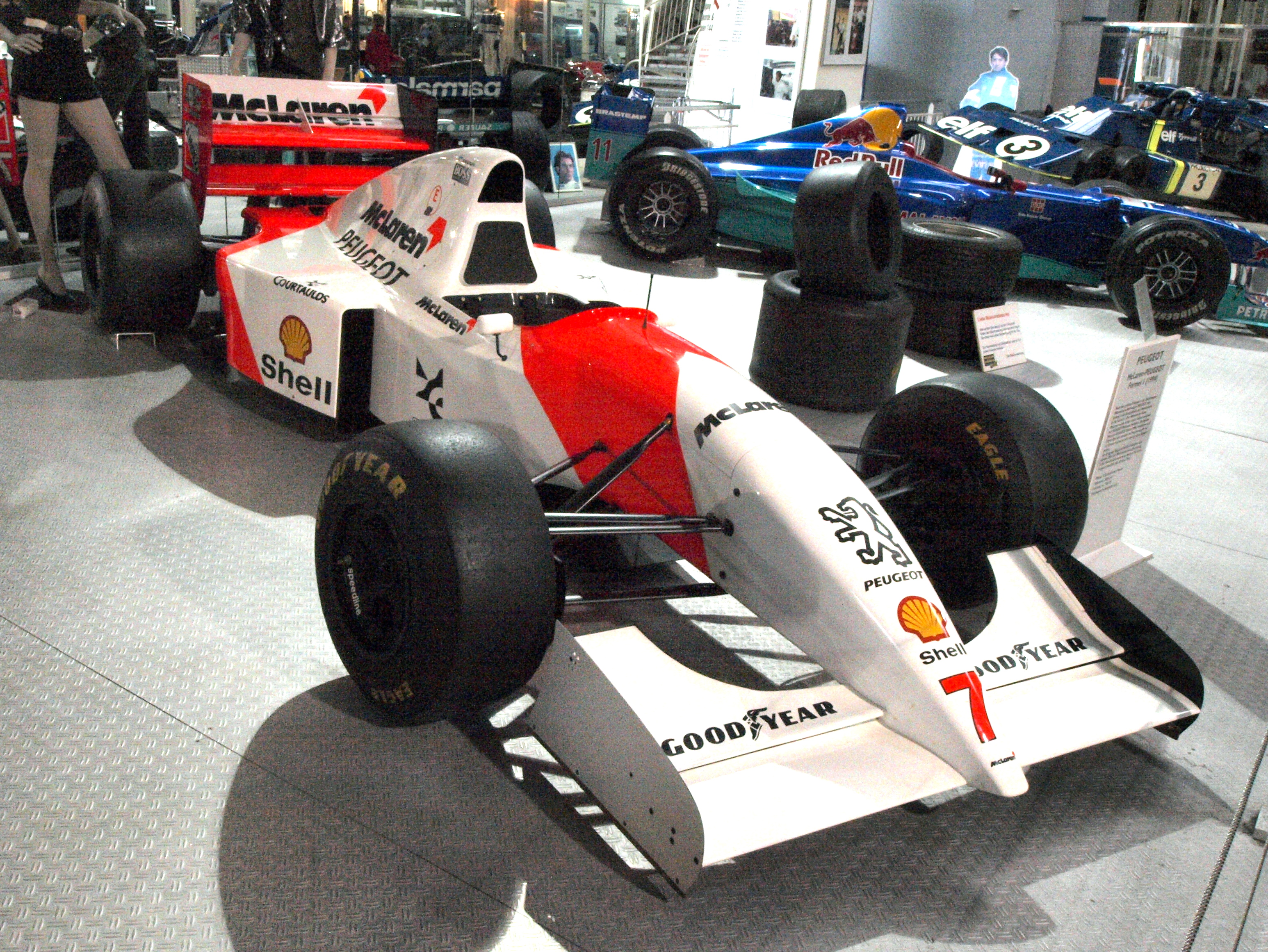
La McLaren-Peugeot de 1994.

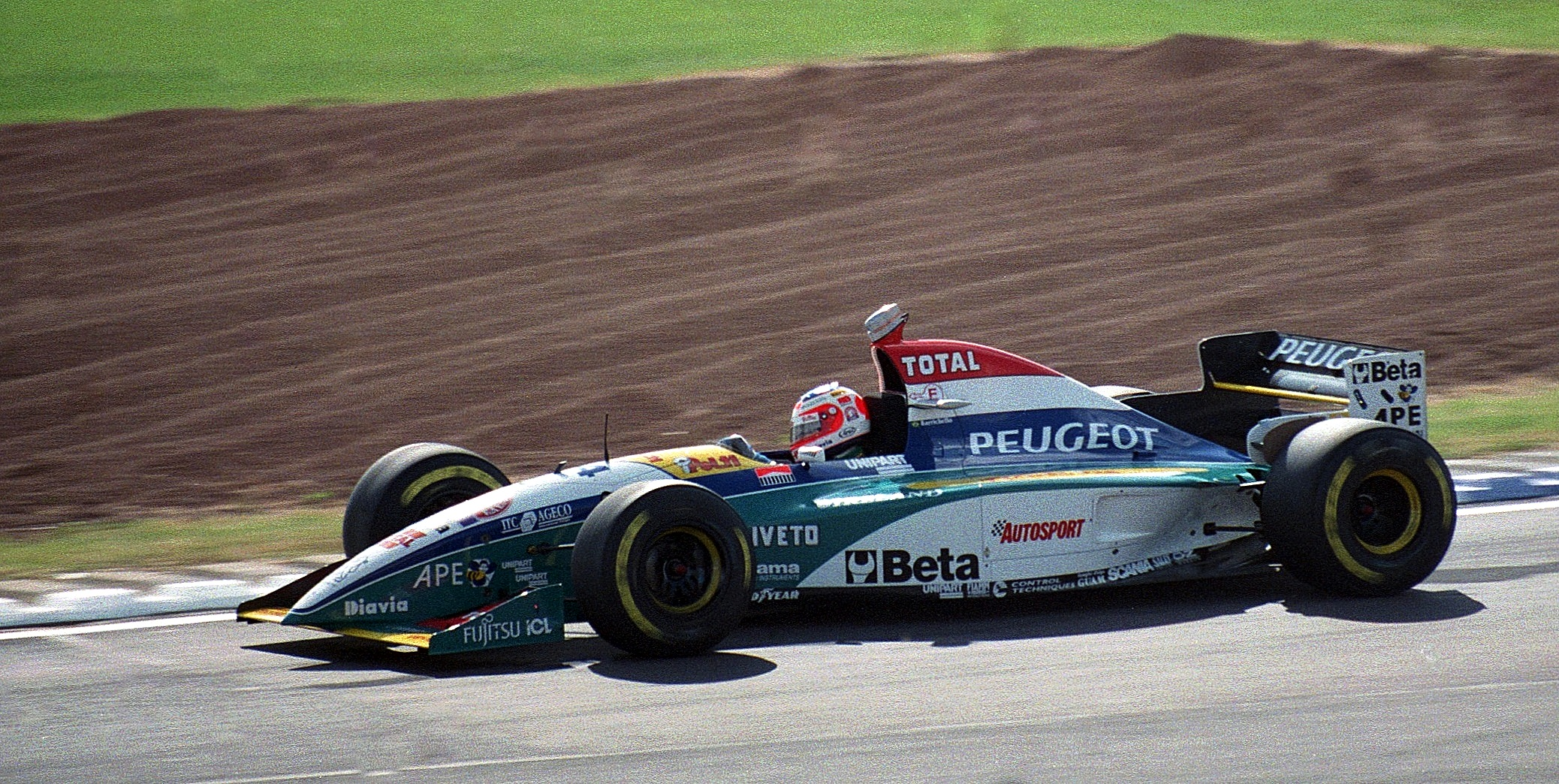
Rubens Barrichello sur la Jordan-Peugeot de 1995.

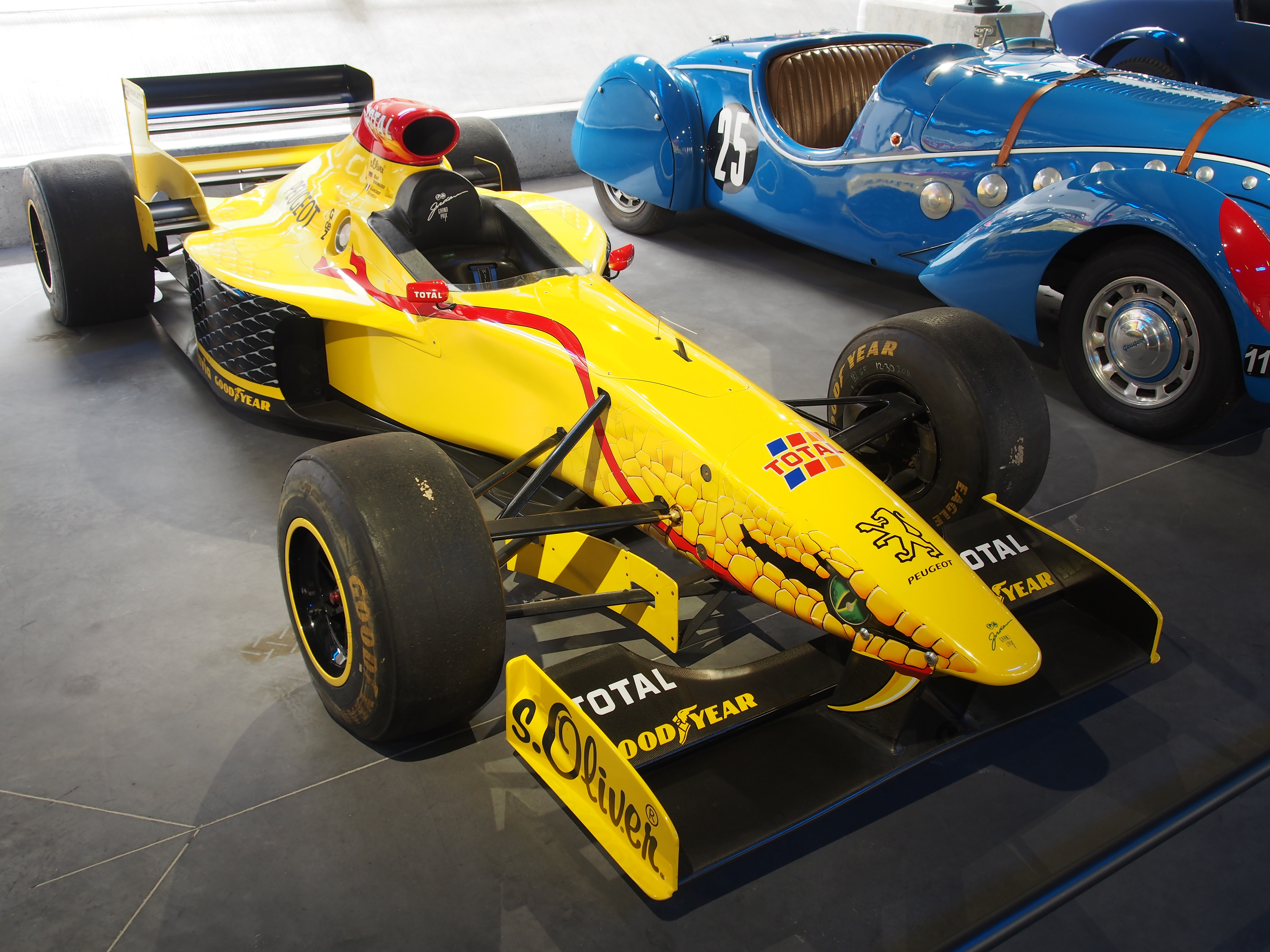
La Jordan-Peugeot de 1997.

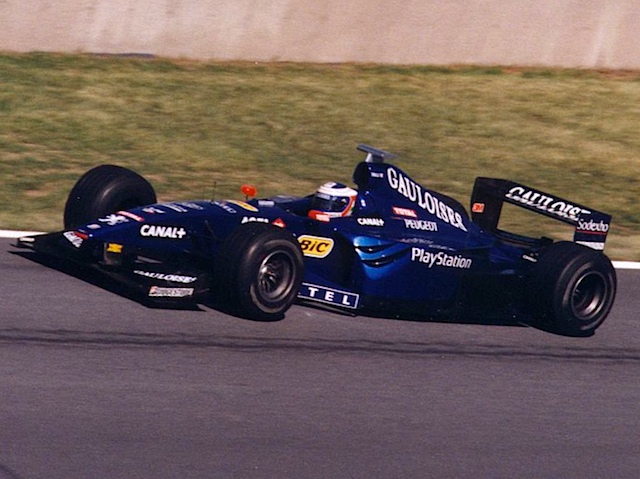
Jarno Trulli sur la Prost-Peugeot de 1999.

En 1994, Peugeot se lance donc en Formule 1, devenant le motoriste de la prestigieuse équipe McLaren pour quatre ans. L'objectif affiché est de concurrencer les Williams-Renault, références de la discipline.
Les résultats de cette première saison de collaboration sont décevants ; ni le châssis ni le moteur ne sont au niveau des meilleurs. Le V10 français, pourtant dérivé d'un moteur d'endurance, se révèle par ailleurs très peu fiable avec vingt abandons. McLaren ne remporte aucune victoire, une première depuis 1983, mais signe cependant huit podiums en seize courses et une quatrième place avec 42 points au championnat constructeurs, faisant ainsi moins bien qu'en 1993 avec le moteur Ford Cosworth. Cette déception et d'autres divergences d'opinions entre l'écurie et le motoriste, notamment concernant le deuxième pilote (McLaren engage Martin Brundle alors que Peugeot voulait embaucher Philippe Alliot), entraîneront une rupture entre les deux parties : McLaren s'associe avec Mercedes et terminera encore à la quatrième place au championnat constructeurs avec seulement deux podiums et 30 points en dix-sept courses.
Peugeot devient alors fournisseur de l'écurie irlandaise Jordan.
Durant leurs trois années d'association, Jordan et Peugeot réalisent des progrès majeurs, passant du milieu de grille début 1995 avec notamment Rubens Barrichello et Eddie Irvine qui se classent respectivement deuxième et troisième juste derrière la Ferrari de Jean Alesi au Grand Prix du Canada à une victoire tutoyée à plusieurs reprises en 1997.
Cette alliance irlando-française réalise cependant seulement cinq podiums en trois saisons, et termine cinquième au championnat constructeurs en 1996 et 1997.
En 1998, Peugeot s'associe avec la jeune équipe française Prost Grand Prix, qui n'est autre que l'ancienne écurie Ligier rachetée par Alain Prost. Mais cette association débute au moment où l'investissement des constructeurs (Mercedes, Ferrari, Ford, Honda et BMW) devient massif.
Peugeot, qui vient de lancer son programme 206 WRC en parallèle, ne peut suivre le rythme de ses adversaires, et cette association sera très décevante, les V10 français n'étant ni compétitifs, ni fiables. La dernière saison de l'association se termine sans aucun point, une première aussi bien pour l'écurie que pour le motoriste français. Elle est également marquée par les tensions croissantes entre les deux parties, notamment au Grand Prix de France où, lassés par les critiques d'Alain Prost et Jean Alesi, les techniciens de Peugeot se mettent en grève pendant cinq minutes au début de la séance du warm-up et refusent de démarrer les moteurs. En trois saisons, l'alliance Prost-Peugeot n'aura signé qu'un seul podium, marqué seulement dix points et n'aura pas fait mieux que septième au championnat constructeurs (1999).
Fin 2000, Peugeot quitte la Formule 1 avec 14 podiums et aucune victoire en 115 Grand Prix, et revend son département F1 à Asiatech.

#### Statistiques
Meilleur classement
- Championnat du Monde Constructeurs : quatrième en 1994 avec la McLaren-Peugeot
- Championnat du Monde Pilotes : quatrième avec Mika Häkkinen en 1994 sur la McLaren-Peugeot

14 podiums
- Mika Häkkinen (6 podiums, une deuxième place et cinq troisième place avec la McLaren-Peugeot)
- Martin Brundle (2 podiums, une deuxième place et une troisième place avec la McLaren-Peugeot)
- Giancarlo Fisichella (2 podiums, une deuxième place et une troisième place avec la Jordan-Peugeot)
- Rubens Barrichello (1 podium, une deuxième place avec la Jordan-Peugeot)
- Jarno Trulli (1 podium, une deuxième place avec la Prost-Peugeot)
- Eddie Irvine (1 podium, une troisième place avec la Jordan-Peugeot)
- Ralf Schumacher (1 podium, une troisième place avec la Jordan-Peugeot)

1 meilleur tour
- Giancarlo Fisichella avec la Jordan-Peugeot

20 tours en tête
- Mika Häkkinen (12)
- Giancarlo Fisichella (7)
- Rubens Barrichello (1)

### 1998–2005: le retour victorieux en rallye

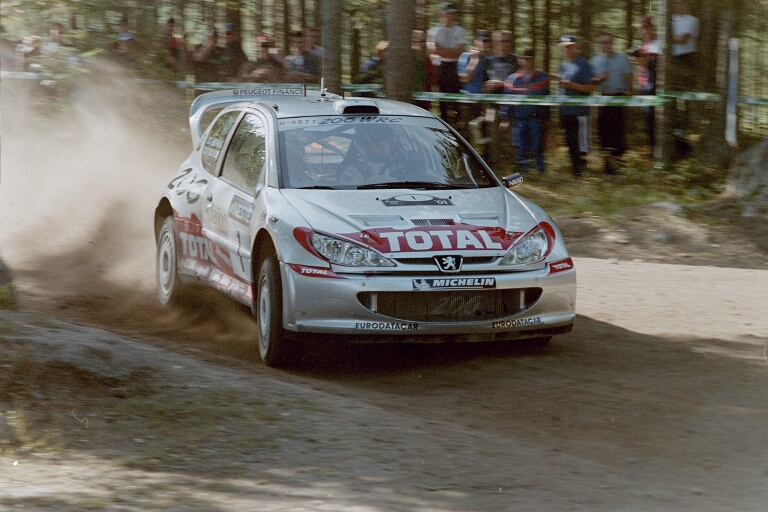
Marcus Grönholm double champion du monde 2000 et 2002 avec la Peugeot 206 WRC.

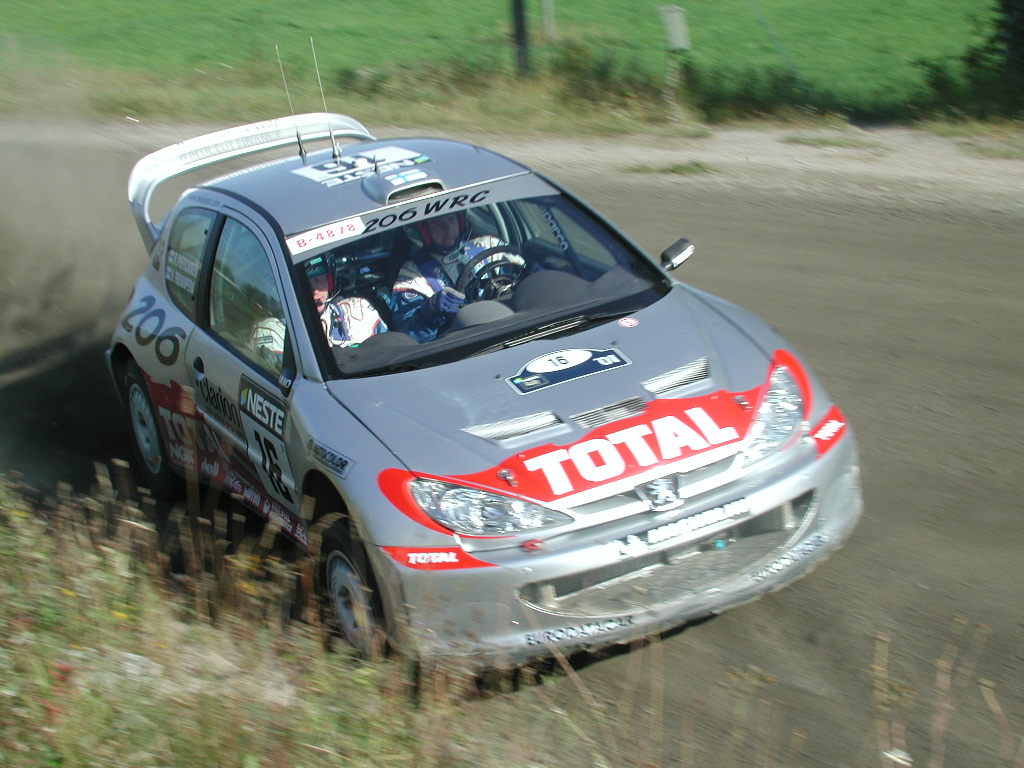
Harri Rovanperä au Rallye de Finlande 2001 au volant de la 206 WRC.

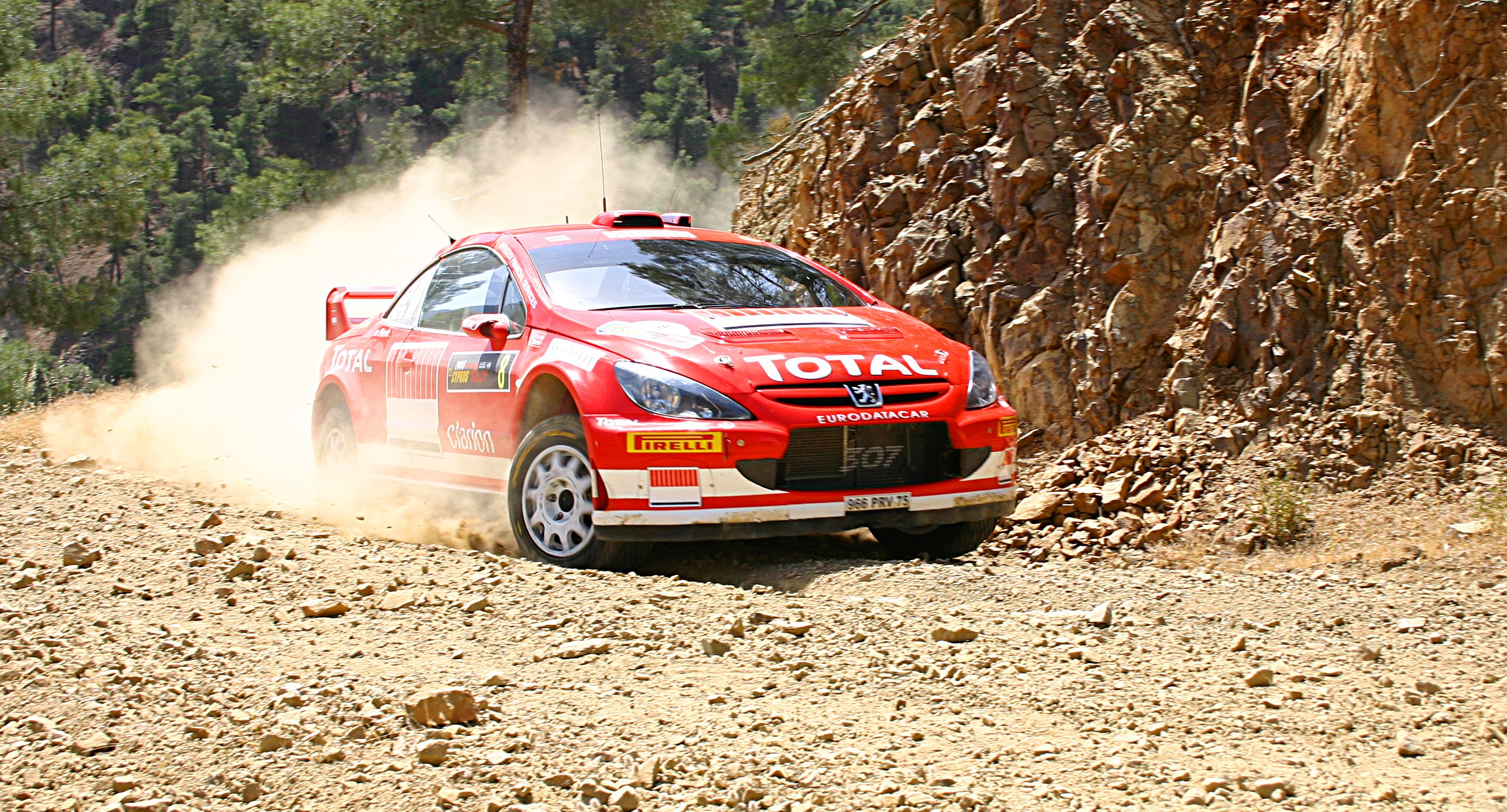
Markko Märtin au volant de la 307 WRC au Rallye de Chypre 2005.

En 1998, après plusieurs saisons en Championnat de France de la 306 Maxi « kit car », et sous l'impulsion du nouveau directeur de Peugeot Sport Corrado Provera, est lancé un nouveau programme de rallye mondial, avec la 206 WRC.
La 206 n'est toutefois pas éligible au règlement WRC car le modèle de série n'atteint pas la longueur minimale de 4 mètres requise (3,835 mètres pour la 206). La FIA modifie son règlement en autorisant les constructeurs à baser leurs WRC sur une série dérivée du modèle de base. Peugeot crée alors la 206 GT aux pare-chocs rallongés et l'utilise comme base d'homologation.
La 206 WRC fait ses débuts en WRC lors du Tour de Corse 1999, avec François Delecour et Gilles Panizzi comme pilotes. Les performances sont encourageantes, Delecour signe le meilleur temps dès la deuxième spéciale et occupe brièvement la tête de l'épreuve, mais les deux voitures abandonnent. Marcus Grönholm rejoint l'équipe à partir de la Grèce.
Les 206 WRC sont au départ des manches européennes de la deuxième moitié du championnat, et en Australie avec le seul Gönholm. Le Finlandais obtient les premiers points de la marque depuis son retour en Finlande, et Panizzi monte sur le premier podium en Italie. Peugeot marque onze points et est sixième du championnat des constructeurs.
En 2000, Peugeot dispute l'intégralité du championnat avec les trois mêmes équipages qu'en 1999, avec le renfort de Sebastian Lindholm en Finlande. Delecour dispute tous les rallyes, à l'exception du Kenya. Panizzi est au départ de sept manches, quatre sur asphalte et trois sur terre. Grönholm est à l'origine programmé pour les rallyes sur terre et le Monte-Carlo, mais il dispute finalement l'intégralité du championnat.
Les trois voitures abandonnent au Monte-Carlo, démarrant une "malédiction Peugeot" sur cette épreuve que le constructeur ne gagnera jamais en WRC. Grönholm remporte sa première victoire, et la première de la 206 WRC à l'épreuve suivante, en Suède, puis deux podiums au Portugal et en Argentine. À la mi-saison, il est en deuxième place du championnat, quatorze points derrière Richard Burns sur Subaru qui compte trois victoires. La fin du championnat voit le Finlandais s'imposer en Nouvelle-Zélande, en Finlande et en Australie et remporter le titre mondial à la surprise générale. Le triomphe de Peugeot est complété par les victoires de Panizzi en France et en Italie. Delecour monte sur quatre podiums consécutifs en fin de saison, mais ne remporte aucune victoire. Peugeot gagne le titre constructeurs.
En 2001, Delecour quitte l'équipe et est remplacé par Didier Auriol, champion du monde en 1994, qui dispute l'intégralité du championnat. Les autres équipages poursuivent dans des conditions similaires à la saison précédente. De nombreuses 206 WRC seront engagées en cours de saison par des écuries privées.
Après un nouveau triple abandon au Monte-Carlo, Peugeot s'impose en Suède avec Rovenperä et en Espagne avec Auriol. Mais la saison est compromise par la fiabilité désastreuse de la voiture ; en quatorze rallyes, Grönholm abandonne huit fois, dont sept sur les huit premières manches, Auriol sept fois, Panizzi quatre fois et Rovenperä trois fois.
Grönholm s'impose finalement en Finlande, Australie et Grande Bretagne et finit quatrième du championnat, à égalité de points avec Rovenperä, sans avoir pu défendre son titre. Auriol est septième du championnat avec un point d'avance sur Panizzi, qui s'est imposé en Italie. Peugeot remporte un deuxième titre constructeur consécutif.
Elle remporte au total 25 victoires, trois titres constructeurs (2000, 2001, 2002), et deux titres pilotes (avec Marcus Grönholm en 2000 et 2002). Elle est ensuite remplacée par la 307 WRC en 2004. Mais cette voiture qui n'a pas les qualités de sa devancière ne remporte que trois victoires en deux ans, avant que la direction de PSA n'arrête les programmes rallyes de ses deux constructeurs (Peugeot et Citroën), en raison des coûts de la discipline. Citroën reviendra toutefois dès 2007.

### 2007–2011: le retour en endurance
En juin 2005, Peugeot annonce son retour aux 24 Heures du Mans, avec une motorisation Diesel. En 2006, l'Audi R10 TDI devient la première voiture à motorisation diesel à remporter Le Mans. En 2007, la Peugeot 908 HDi FAP débute et montre très vite son potentiel lors des Le Mans Series, remportant les titres pilotes et équipes. Aux 24 Heures du Mans 2007, la 908 obtient la pole position, mais doit se contenter de la 2e place. En 2008, la 908 est la plus rapide en performance pure sur piste sèche, mais doit s'incliner face à la R10, après avoir vu ses performances se dégrader sur piste humide. Peugeot s'incline aussi face à Audi lors des Le Mans Series, malgré quatre victoires.

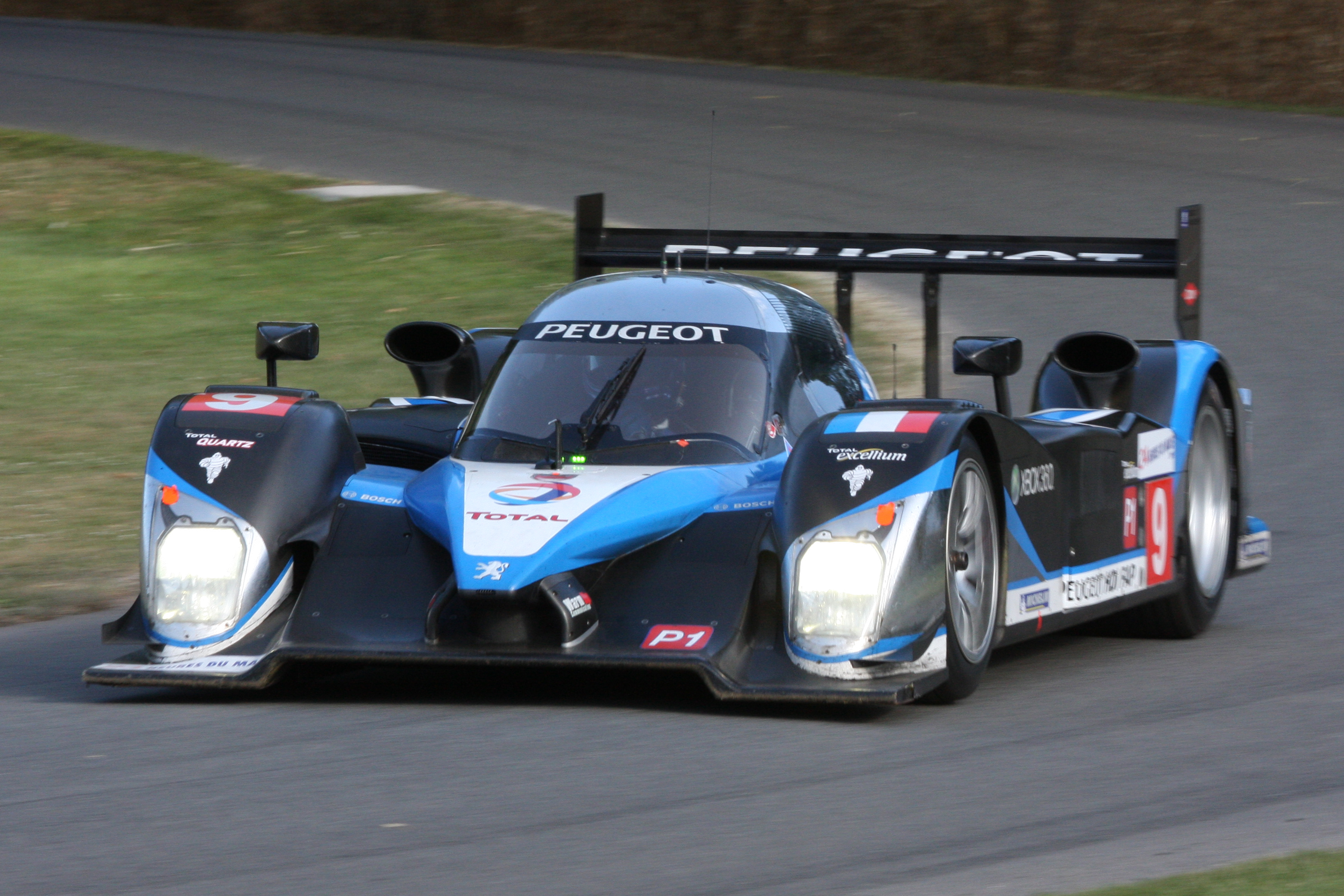
La Peugeot 908 victorieuse des 24 Heures du Mans 2009.

En 2009, Peugeot corrige quelques erreurs, modifie ses équipages pour les rendre plus homogènes, et signe le doublé aux 24 Heures du Mans 2009, étant les premiers à vaincre les voitures du Groupe Volkswagen (Audi et Bentley Motors) depuis 2000. Peugeot remporte aussi les  1 000 km de Spa et Petit Le Mans cette année-là.
En 2010, après une première victoire aux 12 Heures de Sebring et une quatrième victoire consécutive aux 1 000 km de Spa, Peugeot subit une lourde défaite aux 24 Heures du Mans, où les quatre 908 engagées (trois par l'équipe officielle, une par Oreca) sont contraintes à l'abandon en raison de problèmes mécaniques, alors qu'elles dominaient largement l'épreuve. La déception est grande au sein de l'écurie. La 908 remporte les trois dernières courses dans lesquelles elle s'aligne : 1 000 km de Silverstone (12 septembre), Petit Le Mans (2 octobre) et 1 000 km de Zhuhai (7 novembre).
Pour l'année 2011, Peugeot Sport continue en endurance et aligne la Peugeot 908 (2011). À ses débuts aux 12 Heures de Sebring le 19 mars 2011, elle réussit son premier podium avec une troisième place (la course étant gagnée par l'ancienne Peugeot 908 HDi FAP de l'écurie ORECA). Elle remporte toutes les courses de la saison ILMC en 2011 sauf les 24 Heures du Mans, où elle termine deuxième à 13,854 secondes de l'Audi R18 TDI. Peugeot Sport remporte ainsi le titre constructeur ILMC en 2011.
Alors qu'un affrontement entre Peugeot, Audi et Toyota se profilait pour 2012, l'équipe annonce le 18 janvier 2012, son retrait des courses d'endurance.

### 2013: l'aventure Pikes Peak

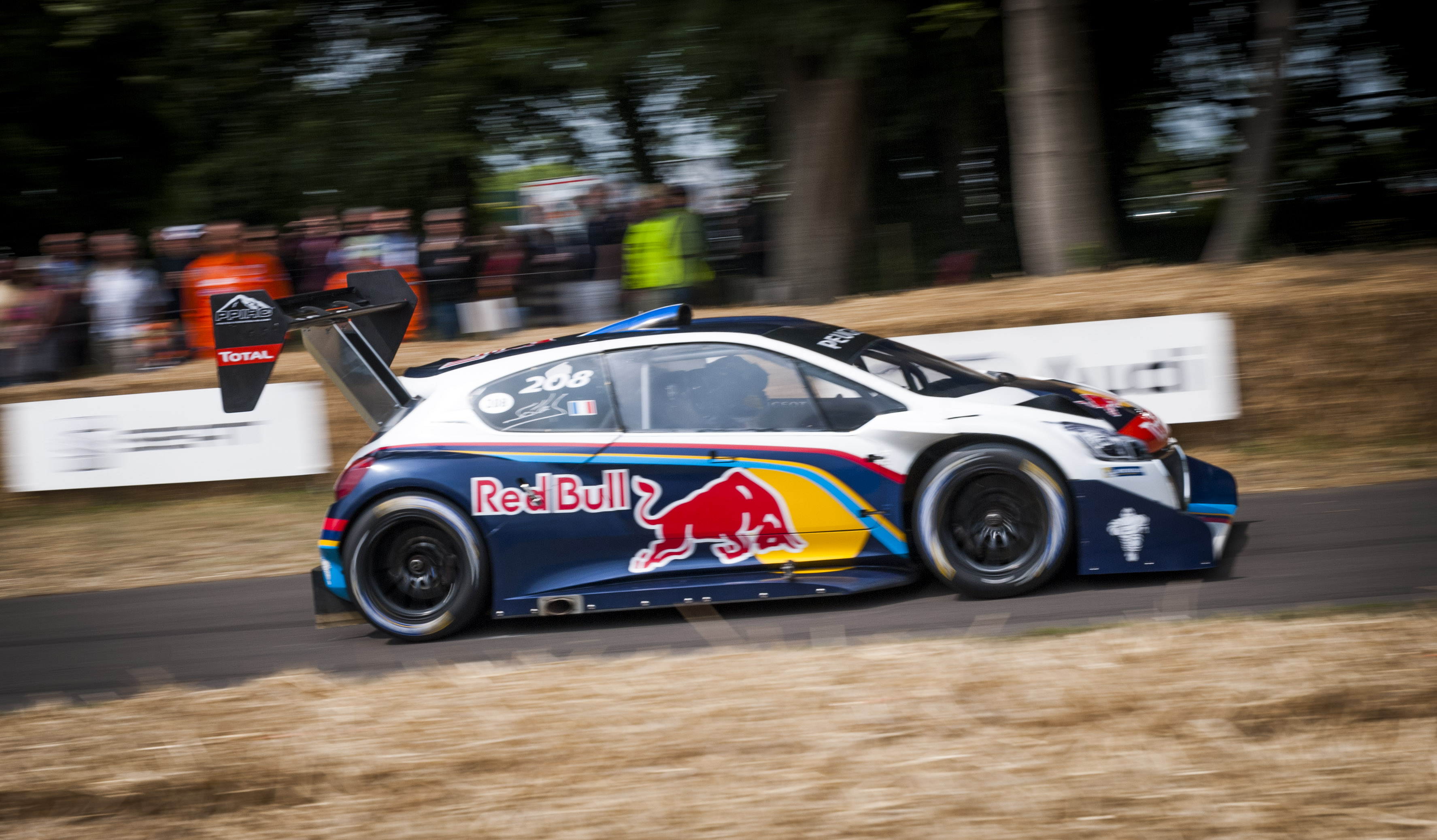
Peugeot 208 T16 Pikes Peak au Festival de vitesse de Goodwood 2013.

Construite avec de nombreuses pièces issues des différents projets d'endurance de Peugeot, dont les 908 HDi FAP, 908 et Pescarolo Peugeot, la Peugeot 208 T16 est spécialement préparée pour la course de côte de Pikes Peak, aux États-Unis. Bien que le T16 signifie "Turbo 16 soupapes", ce qui n'est pas le cas de la 208 T16 Pikes Peak puisqu'elle dispose d'un moteur turbo 24 soupapes, son nom fait référence à ses illustres devancières que sont les fameuses 205 Turbo 16 et 405 Turbo 16, respectivement seconde en 1987 et victorieuse en 1988 et 1989.
Sébastien Loeb gagne la montée de Pikes Peak en 2013 en établissant un nouveau record de l'ascension en 8 min 13 s 878 le 30 juin 2013.

### 2015–2018: le retour en rallye-raid
Peugeot, vainqueur du Rallye Dakar de 1987 à 1990, annonce en mars 2014 son retour en rallye-raid et au Rallye Dakar avec une Peugeot 2008 DKR, un buggy à 2 roues motrices et motorisation diesel, confié dès 2015, à l'Espagnol Carlos Sainz et aux Français Cyril Despres et Stéphane Peterhansel, en attendant que le multiple champion du monde WRC, Sébastien Loeb, ne les rejoignent pour l'édition 2016. Malgré tout, les Peugeot 2008 DKR "évolution" prennent les deux premières places du rallye de la soie 2015, disputé en Chine, sur 5442 kilomètres.
L'année suivante, en 2016, et dès sa deuxième participation au Rallye Dakar depuis son retour, Peugeot remporte la compétition, sa cinquième victoire au total, avec 9 victoires en 12 étapes courues (sans compter le prologue) et 21 podiums sur 36. Le niveau de performance et de fiabilité de la Peugeot 2008 DKR est remarquable. Peugeot a occupé sans discontinuer la première place du classement général. Stéphane Peterhansel, remporte sa 12e victoire au Rallye Dakar, gagnant 3 étapes et pour sa première participation, Sébastien Loeb domine en performances pure, avec 4 victoires d'étapes et finit 9e. Carlos Sainz gagne 2 étapes et Cyril Depres finit 7e à l'arrivée, jouant le rôle "d'assistance rapide".
Peugeot Sport remporte à nouveau le Rallye de la Route de la Soie (plus de 10 000 km entre Moscou et Pékin) en 2016 avec Cyril Despres, navigué par David Castera.
En 2017, Peugeot utilise désormais une 3008 DKR, qui est une évolution de la 2008 DKR, toujours avec deux roues motrices et un moteur diesel. Parmi les évolutions majeures, on peut noter un nouveau design, semblable à celui du 3008 II de série et un moteur revu, avec la bride de turbo passant de 39 à 38 mm, à la suite de la nouvelle réglementation FIA, ce qui entraîne la perte d'environ 20 chevaux. Un travail a permis de compenser cette perte de puissance par une plus grande facilité d'utilisation du moteur à bas régime. Avec succès car Peugeot remporte à nouveau le Rallye Dakar, en gagnant neuf des dix étapes et en réalisant le triplé, avec dans l'ordre, Stéphane Peterhansel, Sébastien Loeb et Cyril Desprès. L'édition 2018 est remportée par Carlos Sainz qui a rejoint Peugeot en 2015.
L’arrêt du programme rallye-raid après le Dakar 2018 est annoncé le 4 octobre 2017 à la suite du renforcement de l'implication du constructeur en Championnat du monde de rallycross FIA .

### 2014–2018: succès en rallycross

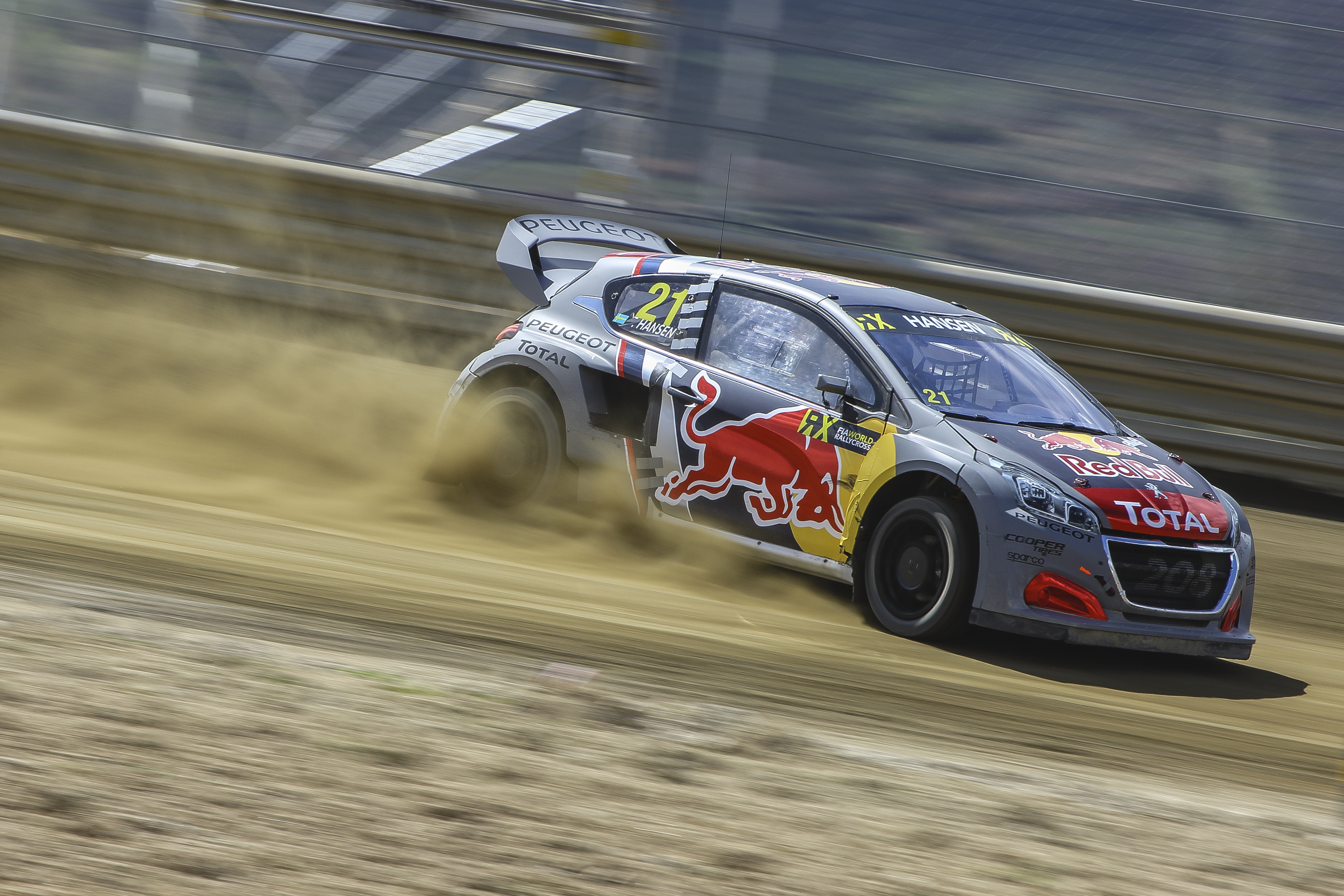
La Peugeot 208 WRX 2018 de Timmy Hansen au championnat du monde de rallycross FIA.

Peugeot Sport s'investit dans le Championnat du monde de rallycross dès 2014. En s'associant avec l'équipe suédoise Hansen Motorsport, fondée par le multiple champion d'Europe de rallycross Kenneth Hansen, le Team Peugeot-Hansen devient une des équipes de pointe de ce nouveau championnat. Pilotée en 2015 par Timmy Hansen, fils de Kenneth, et par le Français Davy Jeanney, la 208 WRX permet à Peugeot de remporter le titre équipes championne du monde FIA. En 2016, Sébastien Loeb rejoint l'équipe en lieu et place de Davy Jeanney, qui part intégrer le team Peugeot-Hansen Academy aux côtés de Kevin Hansen, frère de Timmy.
En 2017, Davy Jeanney n'est pas reconduit par l'équipe.avec le restyling de la voiture de série, la 208 WRX évolue avec un nouveau package aérodynamique, dans l'optique de récupérer le titre constructeur à l'équipe EKS-Audi Sport. Les pilotes ne remportent aucune victoire durant la saison, mais l'équipe parvient à terminer à la deuxième place du classement des équipes.
Le 4 octobre 2017, Peugeot officialise son intention de rester en World RX, et décide même de s'impliquer davantage aux côtés de Sébastien Loeb . Cette décision met un terme au programme rallye-raid du constructeur après le Dakar 2018, et met fin aux rumeurs d'un retour en Championnat du monde d'endurance FIA et aux 24 Heures du Mans.
Peugeot annonce son arrivée en tant qu'équipe usine à partir de la saison 2018 avec l'équipe Peugeot-Total, ce qui met fin à la coopération avec l'équipe Hansen. Le constructeur dévoile sa nouvelle Peugeot 208 WRX à l'ouverture du Salon international de l'automobile de Genève 2018 et confirme Sébastien Loeb, Timmy Hansen et Kevin Hansen en tant que pilote titulaire. Sébastien Loeb obtient sa seconde victoire dans la discipline lors de l'épreuve de Belgique, la seule de la saison qui ait échappé à Johan Kristoffersson. L'équipe aligne lors de la course suédoise des nouvelles versions de 208 WRX développées entièrement par Peugeot Sport sauf pour Kevin Hansen .
Cependant, à la fin de la saison 2018, qu'elle termine à la troisième place, Peugeot annonce se retirer du championnat du monde de rallycross. Ce retrait est dû à plusieurs raisons, notamment à cause de l'électrification repoussée du championnat.

### 2022-: le championnat du monde d'endurance
Le 13 novembre 2019, Peugeot annonce son engagement dans le championnat du monde d'endurance FIA et son retour aux 24 Heures du Mans en 2022 au sein de la toute nouvelle catégorie reine Le Mans Hypercar,. La voiture, baptisée 9X8, est dévoilée le 6 juillet 2021. Elle fait ses débuts en compétition aux 6 Heures de Monza le 10 juillet 2022.

#### Pilotes
- Paul di Resta (2022-)
- Mikkel Jensen (2022-)
- Jean-Éric Vergne (2022-)
- Loïc Duval (2022-)
- Nico Müller (2022-2024)
- Stoffel Vandoorne (2023-)
- Gustavo Menezes (2022-2023)
- James Rossiter (2022)
- Malthe Jakobsen (2025-)

### Tourisme

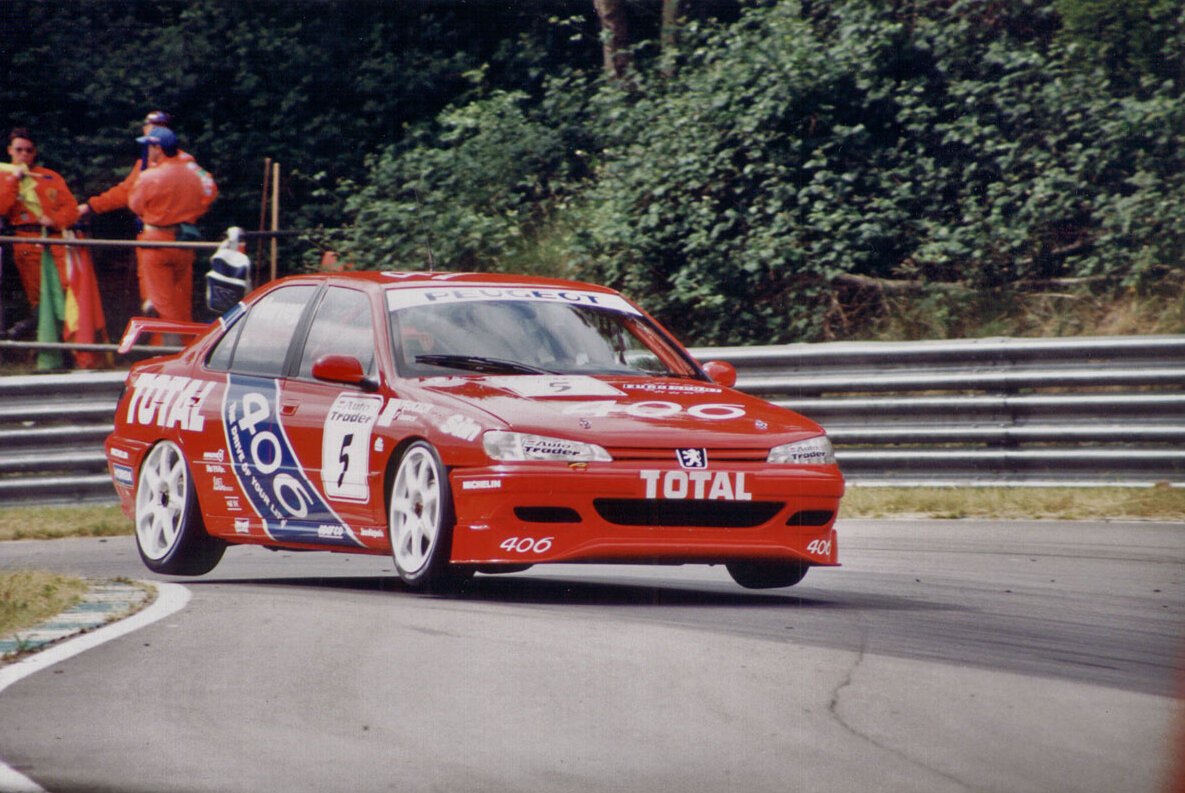
La Peugeot 406 de Tim Harvey (Total Team Peugeot) à Brands Hatch lors du BTCC 1996

Peugeot Sport apporte son savoir faire en voitures de sport pour développer des voitures correspondant aux compétitions internationales ou locales de voitures de tourisme, soit avec sa propre équipe, soit en partenariat avec une équipe privée, qui peut être cliente.
En 2013, la Peugeot 208 GTi a obtenu un triplé victorieux à la course d'endurance des 24 Heures du Nürburgring.
La Peugeot 306 GTi a remporté les 24 Heures de Spa en 1999 et 2000.
Peugeot a connu le succès dans la compétition de Stock Car Brasil et a remporté quatre championnats en 2008, 2009, 2011 et 2015.
Peugeot a gagné deux fois le championnat argentin de Super TC 2000 en 2014 et 2015 avec sa Peugeot 408, devançant Renault, deuxième avec sa Renault Fluence. Peugeot est aussi vainqueur de championnat TC 2000 1979 avec une Peugeot 504 et 1995 avec une Peugeot 405.
Peugeot a obtenu de nombreux succès dans l'Asian Touring Car Series, remportant les championnats en 2000, 2001 et 2002 avec la Peugeot 306 GTi.
Peugeot a remporté cinq fois le championnat danois des voitures de tourisme, à la fois avec la Peugeot 306 – vainqueur en 1999, 2000 et 2001 – et avec la Peugeot 307, vainqueur en 2002 et 2003.
Peugeot s'est aussi engagé en championnat britannique des voitures de tourisme, avec la 405 Mi16, elle termine cinquième en 1992, sixième en 1993 et 1994, et neuvième en 1995. Avec la 406 introduite en 1996 : Peugeot termine huitième, sixième en 1997, puis à nouveau huitième en 1998 avant de se retirer. Elle revient en 2001 avec une 406 Coupé, mais termine à la deuxième position, derrière les Vauxhall Astra Coupé.

## Identité visuelle

Logo de Peugeot Sport
Logo de 1981 à 1992.
Logo de 1992 à 1998.
Logo de 1998 à 2002.
Logo de 2002 à 2010.
Logo de 2010 à 2013.
Logo de 2013 à 2020.
Logo depuis 2020.

## Direction
- 1981–1993 : Jean Todt
- 1993–1995 : Michel Schreiber
- 1996–1998 : Pierre-Michel Fauconnier
- 1998–2005 : Corrado Provera
- 2005–2008 : Michel Barge
- 2009–2012 : Olivier Quesnel
- 2012–2019 : Bruno Famin
- 2019–2022 : François Wales
- 2022–présent : Jean-Marc Finot

## Palmarès
- Championnat du monde des rallyes
  - 4 titres de champions du monde des pilotes : 1985 (Timo Salonen), 1986 (Juha Kankkunen), sur 205 T16 et T16 E2, 2000 et 2002 (Marcus Grönholm) sur 206 WRC
  - 5 titres de champions du monde des constructeurs : 1985 et 1986 (Peugeot 205 T16 et T16 E2), 2000, 2001 et 2002 (Peugeot 206 WRC)
  - 48 victoires de 1975 à 2005 : 24 pour la 206 WRC (de 2000 à 2002), 16 pour la 205 T16 et T16 E2 (de 1984 à 1986), 5 pour la 504 et 504 V6 Coupé (de 1975 à 1978) et 3 pour la 307 WRC (de 2004 à 2005)
- Championnat du monde de rallycross
  - 1 titre de champion du monde des constructeurs 2015 (Peugeot 208 WRX)
- Intercontinental Rally Challenge
  - 3 titres de champions pilotes : 2007 (Enrique García Ojeda), 2008 (Nicolas Vouilloz) et 2009 (Kris Meeke)
  - 3 titres de champions constructeurs : 2007, 2008 et 2009
- Championnat de France des rallyes
  - 3 titres de champions de France des pilotes : 1996, 1997 (Gilles Panizzi) sur 306 Maxi et 2010 (Bryan Bouffier) sur 207 Super 2000
- Rallye Dakar
  - 7 victoires : 1987 (Ari Vatanen), 1988 (Juha Kankkunen) sur Peugeot 205 T16 GR, 1989, 1990 (Ari Vatanen) sur 405 T16 GR, 2016 (Stéphane Peterhansel) sur 2008 DKR, 2017 (Stéphane Peterhansel) sur 3008 DKR et 2018 (Carlos Sainz) sur 3008 DKR.
- Rallye de la route de la soie :
  - 2 victoires : 2015 (Stéphane Peterhansel) sur 2008 DKR et 2016 (Cyril Despres) sur 2008 DKR
- Pikes PeakLa Peugeot 405 T16 Pikes Peak d'Ari Vatanen (1988)

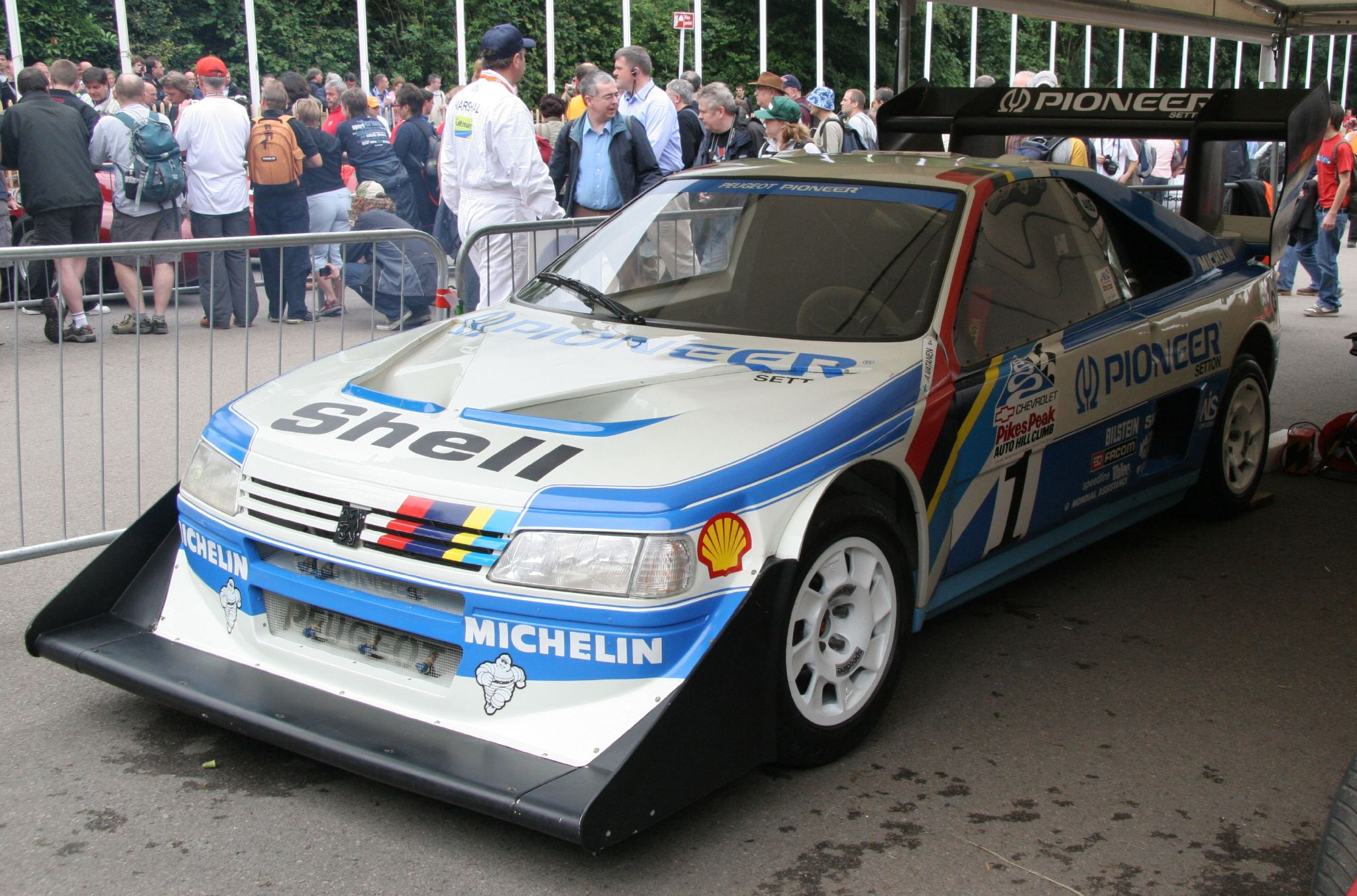
La Peugeot 405 T16 Pikes Peak d'Ari Vatanen (1988)

  - 3 victoires : 1988 (Ari Vatanen), 1989 (Robby Unser) sur 405 T16 et 2013 (Sébastien Loeb) sur 208 T16
- 24 Heures du Mans
  - 3 victoires : 1992, (Yannick Dalmas, Derek Warwick et Mark Blundell), 1993 (Christophe Bouchut, Eric Hélary et Geoff Brabham) sur 905 et 2009 (Marc Gené, Alexander Wurz et David Brabham) sur 908 HDi FAP
- 12 Heures de Sebring
  - 2 victoires : 2010, (Marc Gené, Alexander Wurz, Anthony Davidson) et  2011 (Loïc Duval, Nicolas Lapierre, Olivier Panis) sur 908 HDi FAP.
- Petit Le Mans
  - 3 victoires : 2009, 2010, 2011 (908 HDi FAP)
- Championnat du monde des voitures de sport
  - 1 titre de champion du monde des pilotes : (Yannick Dalmas et Dereck Warwick) sur 905
  - 1 titre de champion du monde des équipes : 1992 (905)
- Intercontinental Le Mans Cup
  - 2 victoires : 2010 et 2011 (908 HDi FAP)
- Le Mans Series
  - 2 victoires : 2007 (pilotes et équipes) sur 908 HDi FAP et 2010 (Team Oreca Matmut) sur 908 HDi FAP
- Championnat de France de Supertourisme
- 6 titres de champions de France des pilotes : 1994 (Laurent Aiello) sur 405 Mi 16, 1999 et 2000 (William David) sur 406, 2002 et 2004 (Soheil Ayari) sur 406 Silhouette et 2005 (Soheil Ayari) sur 407 Silhouette
- Super Tourenwagen Cup
  - 1 titre de champion pilote : 1997 (Laurent Aiello) sur Peugeot 406

### Championnat du monde des rallyes
| Automobile           | Saison         | Championnat Constructeur | Championnat Pilote | Pilote          | Copilote        |
| -------------------- | -------------- | ------------------------ | ------------------ | --------------- | --------------- |
| Peugeot 205 Turbo 16 | 1985           |                          |                    | Timo Salonen    | Seppo Harjanne  |
| Peugeot 205 Turbo 16 | 1986           |                          |                    | Juha Kankkunen  | Juha Piironen   |
| Peugeot 206 WRC      | 2000 2001 2002 |                          |                    | Marcus Grönholm | Timo Rautiainen |

### Rallye Dakar
| Saison | Vainqueurs           | Vainqueurs        | Vainqueurs            |
| Saison | Pilote               | Copilote          | Voiture               |
| ------ | -------------------- | ----------------- | --------------------- |
| 1987   | Ari Vatanen          | Bernard Giroux    | Peugeot 205 Turbo 16  |
| 1988   | Juha Kankkunen       | Juha Piironen     | Peugeot 205 Turbo 16  |
| 1989   | Ari Vatanen          | Bruno Berglund    | Peugeot 405 Turbo 16  |
| 1990   | Ari Vatanen          | Bruno Berglund    | Peugeot 405 Turbo 16  |
| 2016   | Stéphane Peterhansel | Jean-Paul Cottret | Peugeot 2008 DKR      |
| 2017   | Stéphane Peterhansel | Jean-Paul Cottret | Peugeot 3008 DKR      |
| 2018   | Carlos Sainz         | Lucas Cruz        | Peugeot 3008 DKR Maxi |

### 24 Heures du Mans
| Année | Pilotes                                      | Équipe               | Voiture             | Pneus | Formule / Championnat |
| ----- | -------------------------------------------- | -------------------- | ------------------- | ----- | --------------------- |
| 1992  | Derek Warwick Yannick Dalmas Mark Blundell   | Peugeot Talbot Sport | Peugeot 905 Evo 1B  | M     | C1 / WSC              |
| 1993  | Geoff Brabham Christophe Bouchut Éric Hélary | Peugeot Talbot Sport | Peugeot 905 Evo 1B  | M     | C1                    |
| 2009  | David Brabham Marc Gené Alexander Wurz       | Peugeot Sport        | Peugeot 908 HDi FAP | M     | LMP1                  |

## Kit «PTS»
En dehors de ses activités sportives, Peugeot-Talbot Sport s'est également consacré au milieu des années 1980 à la préparation de modèles de série. Ainsi la 205 GTI 1.6 à moteur XU5J était poussée de 105 à 125 ch alors que la version XU5JA, apparue deux ans après, offrait de série 115 ch. Ce kit assez onéreux rendait la voiture beaucoup plus performante mais moins souple à cause d'un moteur trop pointu (la puissance et le couple ne s'obtenaient qu'à haut régime). La Peugeot 505 Turbo Injection en version 160 ch fut proposé avec un kit PTS permettant au 2,2 litres de développer 200 ch. Ce kit était préparé par Danielson et nécessitait une mention complémentaire des Mines. Il était installé par les concessionnaires locaux, d'où un réglage parfois difficile à trouver, en fonction de la compétence locale des mécaniciens.

## Clubs Peugeot Sport
Les Clubs Peugeot Sport sont des associations obéissant à la loi de 1901 à compétence territoriale. Juridiquement indépendants de Peugeot PSA, les clubs doivent néanmoins être agréés par Peugeot Sport pour avoir droit à cette appellation.